# The Bolshoi
The Bolshoi foi uma banda inglesa de rock que se manteve ativa durante a década de 1980. Seus hits mais famosos foram "Sunday Morning" e "A Way".

## História
A banda foi formada em 1984 em Trowbridge, Wiltshire. O lineup original era composto pelo vocalista/guitarrista Trevor Tanner, baterista Jan Kalicki, e o baixista Nick Chown; Tanner e Kalicki tinham tocado antes juntos na banda punk Moskow, onde Trevor usava o nome Trevor Flynn (sobrenome de solteira de sua mãe). As primeiras apresentações foram como banda de apoio à nomes como The Cult, The March Violets e The Lords of the New Church. Em 1985, a banda gravou seu primeiro single, "Sob Story", seguido pelo mini-album, Giants e o hit "Happy Boy".
Em 1985, a banda se mudou para Londres e o lineup passou a incluir Paul Clark on keyboards. Em 1986, eles lançarams eu primeiro álbum completo, Friends, e expandiram sua lista de shows para EUA, América do Sul e Polônia. Na sequência lançaram em 1987 o álbum Lindy's Party, no qual o som passou a ser mais pop. TC Wall, fazendo uma crítica ao álbum na revista Underground, descreveu Lindy's Party como "completamente confiante, comercial, profissional, e perigosamente pegajoso" e "um bom álbum que será aclamado por gerações".
A banda lançou três álbuns durante sua existência, mas também gravaram um quarto álbum que não havia sido lançado oficialmente durante a sua carreira. O álbum Country Life, foi lançado em 2015 como parte de uma edicão limitada de 5 CDs. 
Em dezembro de 2018, a página oficial do Bolshoi no Facebook anunciou que o vocalista Trevor Tanner e o tecladista Paul Clark estavam desenvolvendo um novo projeto, provisoriamente intitulado "The Bolshoi Brothers". 
Em Novembro de 2022, após o lançamento de seu site, os Irmãos Bolshoi lançaram "Steam Funk", faixa de seu álbum de estreia com lançamento previsto para 2023.
Em Maio de 2024, a banda lançou um single intitulado "Dolores Jones 2023" nas plataformas de streaming.

## Discografia

### Álbuns
- Giants (1985)
- Friends (1986)
- Lindy's Party (1987)
- Country Life (gravado em 1988, lançado em 2015)

### Compilações
- Bigger Giants (1990)
- A Way - Best of The Bolshoi (1999)
- A Life Less Lived: The Gothic Box (2006)
- Voyage of Peculiarities (Demos and Live Tracks of The Rare Variety) (2015)
- The Bolshoi 5 CD Box Set (2015)